# Lingua proto-cartvelica
La lingua proto-cartvelica (in georgiano წინარექართველური ენა?, latinizzato come ts'inarekartveluri ena), detta anche cartvelico comune (pronunciato [kartˈvɛliko]), antico cartvelico o, più semplicemente, proto-cartvelico, è un'ipotetica protolingua eurasiatica e rappresenta l'antenato comune delle lingue caucasiche meridionali, appunto note, in alternativa, come cartveliche e parlate ancora oggi alle pendici del Caucaso, in particolare nel Caucaso meridionale, da alcuni milioni di locutori.
Il proto-cartvelico costituisce il prodotto e la sintesi della ricostruzione dell'idioma impiegato dai progenitori degli attuali popoli cartvelici, resa possibile dalla comparazione interna e dall'analisi linguistica delle moderne lingue cartveliche attraverso il metodo storico-comparativo, e nonostante, come ogni lingua ricostruita, non sia attestato da alcuna fonte scritta, la passata esistenza di tale lingua è ampiamente accettata e dimostrata dai glottologi del settore. Alcuni studiosi, inoltre, sono arrivati ad individuare e delineare i tratti essenziali del livello linguistico immediatamente successivo al proto-cartvelico, anch'esso, logicamente, ricostruito: si tratta del proto-carto-zano, sottofamiglia sudcaucasica raggruppante (proto-)georgiano e (proto-)zano.
Alla luce di quanto emerge dalla ricostruzione, le seguenti sono da considerare caratteristiche salienti del proto-cartvelico: l'alternanza vocalica morfofonologica funzionale (altrimenti conosciuta, con termine tedesco, come Ablaut), il ricco inventario fonematico, gli estremi accumuli (tecnicamente detti, in inglese, cluster) consonantici e il particolare comportamento morfosintattico, da avvicinare alle lingue attive ma con una rilevante tendenza accusativa.

## Denominazione
Esiste un ampio ventaglio di denominazioni scelte per indicare la lingua madre cartvelica, sia nella letteratura scientifica che non, a seconda dell'interpretazione data al concetto di protolingua; dell'importanza accordata alla principale lingua cartvelica moderna, vale a dire il georgiano; della profondità temporale dell'indagine linguistica; dello scopo stesso della ricerca. Nelle lingue autoctone (cioè in georgiano, siccome è generalmente l'unica lingua scritta e la sola dotata di una letteratura), si è soliti indicare il proto-cartvelico con termini quali საერთო-ქართული ენა (saerto-kartuli ena, ossia "lingua georgiana comune"), საერთო-ქართველური ენა (saerto-kartveluri ena, cioè "lingua cartvelica comune") oppure პროტო-ქართველური ენა (p'rot'o-kartveluri ena, ovverosia "lingua proto-cartvelica", con adozione del prefissoide proto-).

## Distribuzione geografica
Dal momento che si tratta di una protolingua, nulla di certo e definitivo si può dire sul luogo d'origine e sull'estensione, tuttavia è altamente probabile che l'area interessata non differisse più di tanto dal territorio attualmente occupato da parlanti delle lingue cartveliche. Si è immaginato che, a partire da un nucleo primordiale situato nelle regioni montagnose del Caucaso, il proto-cartvelico si sia gradualmente espanso attraverso successive ondate migratorie, divise approssimativamente in cinque fasi, verso la Svanezia e le zone meridionali.

### Ipotesi sullaUrheimatproto-cartvelica
La patria originaria proto-cartvelica è molto difficile da stabilire solo sulla base dei dati linguistici a nostra disposizione. Sicuramente, grazie anche alle prove fornite dall'analisi e dalla comparazione lessicale con il protoindoeuropeo, questa doveva essere nel Vicino Oriente, probabilmente nella regione caucasica o poco più a nord, in maniera tale che i gruppi preistorici cartvelici e indoeuropei potessero entrare in contatto.

## Classificazione

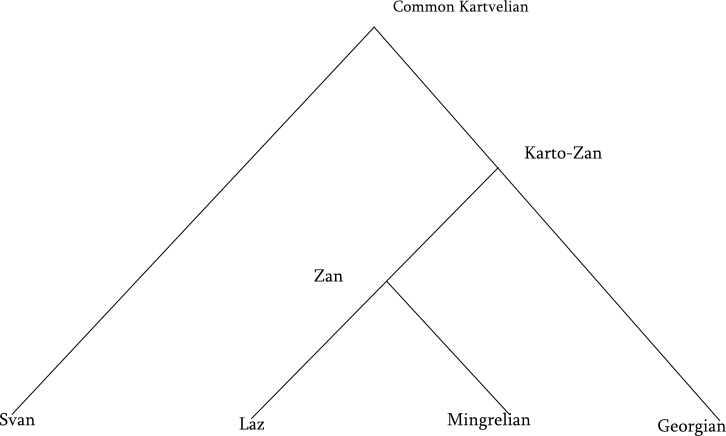
Ramificazione filogenetica molto schematica delle lingue figlie progressivamente distaccatesi dal tronco principale proto-cartvelico. Come verrà esaminato in seguito, tale modello di suddivisione non è l'unico plausibile.

Nessuna classificazione, allo stato attuale, permette di ricollegare il proto-cartvelico, e conseguentemente l'intera famiglia cartvelica, ad altre lingue o famiglie linguistiche, nemmeno a quelle più vicine geograficamente e culturalmente come le lingue caucasiche nordoccidentali e nordorientali, sicché sono state scartate tutte le ipotesi di una protolingua caucasica comune e, a fortiori, di una protolingua nostratica.

## Fonologia

### Vocalismo
|                 | Palatali        | Palatali | Velari      | Velari      | Velari  | Velari |
| Non-arrotondate | Non-arrotondate | Palatali | Arrotondate | Arrotondate |         |        |
| Brevi           | Lunghe          | Brevi    | Lunghe      | Brevi       | Lunghe  |        |
| --------------- | --------------- | -------- | ----------- | ----------- | ------- | ------ |
| Chiuse          | (i [i])         |          |             |             | (u [u]) |        |
| Semiaperte      | e [ɛ]           | ē [ɛː]   |             |             | o [ɔ]   | ō [ɔː] |
| Aperte          |                 |          | a [ɑ]       | ā [ɑː]      |         |        |

### Consonantismo
|                          |               | Labiali (Bilabiali) | Dentali | Dental-alveolari | Alveolari | Alveolari | Velari | Uvulari | Glottidali |
| Centrali (e prepalatali) | Laterali      | Labiali (Bilabiali) | Dentali | Dental-alveolari |           |           | Velari | Uvulari | Glottidali |
| ------------------------ | ------------- | ------------------- | ------- | ---------------- | --------- | --------- | ------ | ------- | ---------- |
| Nasali                   | Nasali        | m [m]               | n [n]   |                  |           |           |        |         |            |
| Occlusive                | Sonore        | b [b]               | d [d]   |                  |           |           | g [ɡ]  |         |            |
| Occlusive                | Sorde         | p [p]               | t [t]   |                  |           |           | k [k]  | q [q]   |            |
| Occlusive                | Eiettive      | ṗ [pʼ]              | ṭ [tʼ]  |                  |           |           | ḳ [kʼ] | q̇ [qʼ]  |            |
| Affricate                | Sonore        |                     | ʒ [d͡z]  | ʒ₁ [d͡ʐ]          | ǯ [d͡ʒ]    |           |        |         |            |
| Affricate                | Sorde         |                     | c [t͡s]  | c₁ [t͡ʂ]          | č [t͡ʃ]    |           |        |         |            |
| Affricate                | Eiettive      |                     | c̣ [t͡sʼ] | c̣₁ [t͡ʂʼ]         | č̣ [t͡ʃʼ]   | ɬʼ [t͡ɬʼ]  |        |         |            |
| Fricative                | Sorde         |                     | s [s]   | s₁ [ʂ]           | š [ʃ]     | lʿ [ɬ]    | x [x]  | x [x]   | h [h]      |
| Fricative                | Sonore        |                     | z [z]   | z₁ [ʐ]           | ž [ʒ]     |           | ɣ [ɣ]  | ɣ [ɣ]   |            |
| Vibranti                 | Vibranti      |                     |         |                  | r [r]     |           |        |         |            |
| Approssimanti            | Approssimanti | w [w]               | l [l]   |                  | y [j]     |           |        |         |            |

Con la progressiva evoluzione fonetica, i suoni riportati nella tabella soprastante non sono tutti rimasti nelle moderne lingue cartveliche, si sono fusi o sono svaniti solo in alcune. A titolo di esempio, la distinzione fonologicamente pertinente tra l'uvulare semplice ed eiettiva è attualmente viva e funzionale solo nello svano, mentre in passato era presente e viva anche nell'antico georgiano.

### Sonanti
Nonostante siano state in parte incluse nella tabella inerente al consonantismo, viene riservata una speciale disamina alle sonanti (o sonoranti) proto-cartveliche e ai loro allofoni sillabici e non-sillabici, i quali, essendo di posizione, vengono anche chiamati "tassofoni". Si ricorda che la distinzione sillabico/non-sillabico riguarda quei suoni che, pur non essendo in sé pienamente vocalici, possono determinare l'autonomia della sillaba, proprietà che può interessare solamente sonanti e approssimanti.
Le sonanti del proto-cartvelico potevano essere sillabiche o non-sillabiche a seconda del contesto fonetico e fonologico. Lo schema distribuzionale era il seguente: le sonanti erano sillabiche dopo una consonante e prima di una pausa, dopo una consonante in posizione finale di radice, tra due consonanti, dopo una pausa e prima di una consonante; erano non-sillabiche dopo una pausa e prima di una vocale, dopo una vocale e prima di una pausa, tra una vocale e una consonante, tra due vocali. L'unica eccezione si verificava quando la sonante si trovava tra una consonante e una vocale, posizione che consentiva la libera alternanza tra allofoni sillabici e non-sillabici. Infine, quando due sonanti venivano in contatto, una era selezionata come sillabica e l'altra no, tuttavia la scelta tra quale dovesse diventare variante allofonica o meno era libera e indipendente dalla situazione.

### Elementi prosodici

#### Accento
Per quanto riguarda l'accento, il proto-cartvelico possedeva un forte accento intensivo e dinamico, fonematizzato, cioè dotato di valore fonematico, fin dagli albori e responsabile dell'indebolimento e/o della caduta (specialmente nella forma della sincope) delle vocali delle sillabe atone, ossia prive di accento. Dal momento che l'intensità era pertinente, si veniva a creare una differenza tra sillabe toniche, munite di accento, e atone.

## Influenze e affinità tipologiche

### Con il proto-indoeuropeo
Le influenze del proto-indoeuropeo sul proto-cartvelico sono sicuramente le più plausibili e studiate dai glottologi tra tutte quelle passate al vaglio, oltre a essere state quelle più consistenti e cariche di conseguenze. Si possono individuare influenze a tutti i livelli di analisi linguistica, da quello fonetico a quello sintattico, ma quelle più facilmente riconoscibili e dimostrabili sono quelle lessicali.
I modelli di gradazione vocalica del proto-cartvelico sono sorprendentemente simili a quelli del proto-indoeuropeo e delle antiche lingue indoeuropee, talché si è iniziato fermamente a pensare che il proto-cartvelico abbia interagito con l'indoeuropeo relativamente presto, in una fase alquanto antica per entrambe le protolingue. Ciò è avvalorato anche da un numero abbastanza grande di parole prese in prestito dall'indoeuropeo, cioè, tecnicamente, di isoglosse lessicali (o isolèssi) condivise dai due sistemi: ad esempio, il lessema proto-cartvelico ricostruito *mḳerd- ("petto, torace"), anche ipotizzato nella forma *ḳward-, sembra avere una ovvia relazione con l'indoeuropeo *ḱerd- ("cuore").

## Storia

### Relazione con i discendenti
|       |       |       |       |       |       |  |  |      |      |      |      | Proto-cartvelico |      |  |  |           |           |                  |           |           |           |  |  |           |           |           |           |           |           |  |  |  |  |
|       |       |       |       |       |       |  |  |      |      |      |      |                  |      |  |  |           |           |                  |           |           |           |  |  |           |           |           |           |           |           |  |  |  |  |
|       |       |       |       |       |       |  |  |      |      |      |      |                  |      |  |  |           |           |                  |           |           |           |  |  |           |           |           |           |           |           |  |  |  |  |
|       |       |       |       |       |       |  |  |      |      |      |      |                  |      |  |  |           |           | Proto-carto-zano |           |           |           |  |  |           |           |           |           |           |           |  |  |  |  |
|       |       |       |       |       |       |  |  |      |      |      |      |                  |      |  |  |           |           |                  |           |           |           |  |  |           |           |           |           |           |           |  |  |  |  |
|       |       |       |       |       |       |  |  |      |      |      |      |                  |      |  |  |           |           |                  |           |           |           |  |  |           |           |           |           |           |           |  |  |  |  |
|       |       |       |       |       |       |  |  |      |      |      |      | Proto-zano       |      |  |  |           |           |                  |           |           |           |  |  |           |           |           |           |           |           |  |  |  |  |
|       |       |       |       |       |       |  |  |      |      |      |      |                  |      |  |  |           |           |                  |           |           |           |  |  |           |           |           |           |           |           |  |  |  |  |
|       |       |       |       |       |       |  |  |      |      |      |      |                  |      |  |  |           |           |                  |           |           |           |  |  |           |           |           |           |           |           |  |  |  |  |
| Svano | Svano | Svano | Svano | Svano | Svano |  |  | Lazo | Lazo | Lazo | Lazo | Lazo             | Lazo |  |  | Mingrelio | Mingrelio | Mingrelio        | Mingrelio | Mingrelio | Mingrelio |  |  | Georgiano | Georgiano | Georgiano | Georgiano | Georgiano | Georgiano |  |  |  |  |

I discendenti attuali del proto-cartvelico sono, come visibile dall'albero genealogico, il georgiano, il mingrelio (o megrelo), il lazo e lo svano. Tra questi, il mingrelio e il lazo sono così simili da essere spesso considerati varietà dialettali di una singola lingua o di un singolo diasistema, cui ci si riferisce col termine ombrello "zano" o col composto coordinato "mingrelio-lazo". I modelli o pattern apofonici del proto-cartvelico si sono meglio conservati nel georgiano e, in particolare, nello svano piuttosto che nel mingrelio-lazo, dove le forme nuove e le neoformazioni sono state disposte e organizzate in modo tale da tenere una vocale stabile e predicibile in ogni sillaba; nello svano, inoltre, sono stati creati persino nuovi modelli apofonici, che sono andati ad aggiungersi a quelli arcaici preservati.
Il sistema di pronomi del proto-cartvelico viene soventemente distinto in base alla peculiare categoria di inclusione-esclusione (così, per esempio, esistevano due forme del pronome noi: una inclusiva dell'ascoltatore e l'altra esclusiva di quest'ultimo). Questa particolarità è sopravvissuta nello svano, ma non nelle altre lingue della famiglia. Lo svano comprende e vanta anche un numero di arcaismi risalenti al periodo proto-cartvelico, perciò si è congetturato che lo svano si sia distaccato dal proto-cartvelico in una fase relativamente arcaica e che solo più tardi il proto-cartvelico, ormai diventato proto-carto-zano, si sia frazionato in georgiano e mingrelio-lazo.

### Annotazioni esplicative
1. ↑  La grafia italianizzata con ‹c› (proto-cartvelico) è spesso sostituita, anche nella letteratura specialistica, da quella con ‹k› (proto-kartvelico), più fedele al nome autoctono. Ad ogni modo, le due grafie sono equipollenti e interscambiabili.

### Riferimenti bibliografici e sitografici
1. 1 2 3  Klimov 1998, Prefazione, p. VIII.
2. 1 2 3  Gamkrelidze 1966, p. 69.
3. ↑  
 Bruno Migliorini et al., Scheda sul lemma "cartvelico", in Dizionario d'ortografia e di pronunzia, Rai Eri, 2010, ISBN 978-88-397-1478-7.
4. ↑   Otar Lordkipanidze, COLCHIDE, in Enciclopedia Italiana, X, Roma, Istituto dell'Enciclopedia Italiana, 1991. URL consultato il 7 dicembre 2022.
«Già nel 3° millennio a.C. la lingua colca (comunemente chiamata dai linguisti lingua sana o mengrelo-ciana) si formò dal disfacimento dell'antico georgiano (antico cartvelico), la lingua-base.»
5. 1 2  Tuite 2008, p. 145.
6. ↑  Tomelleri 2022, p. 147.
7. 1 2  Fähnrich 2008, p. 7.
8. ↑  Tomelleri 2022, p. 144.
9. ↑  (EN) Kartvelian, su Ethnologue, SIL International. URL consultato il 12 dicembre 2022.
10. 1 2 3   Manuel Barbera, Lingue kartveliche (caucasiche meridionali), su bmanuel.org. URL consultato il 12 dicembre 2022.
«Dal punto di vista della linguistica storica la ricostruzione del proto-kartvelico è ormai solidissima, e presenta interessanti coincidenze tipologiche con il protoindoeuropeo (ad esempio l'apofonia), ed anche un rilevante numero di isoglosse lessicali.»
11. ↑  Gamkrelidze, Mačavariani 1965, p. 175.
12. ↑  Fähnrich 2008, p. 8.
13. ↑  Asatiani 2014, pp. 226, 230.
14. ↑  Testelets 2020, pp. 513-516.
15. ↑  Gamkrelidze, Mačavariani 1965, p. 4.
16. ↑  Asatiani 2008, p. 138.
17. ↑  Fähnrich 2019a, p. 18.
18. ↑  Gamkrelidze, Ivanov 1995, p. 774.
19. ↑  Tomelleri 2022, p. 146.
20. ↑  Gamkrelidze 1966, pp. 70, 73, 80.
21. ↑  Klimov 1998, Prefazione, p. X.
22. ↑  Fähnrich 2008, p. 9.
23. ↑  Gamkrelidze 1966, p. 70.
24. ↑  Fähnrich 2007, pp. 14-15, 26.
25. ↑  Fähnrich 2008, pp. 8, 12.
26. ↑  Testelets 2020, p. 496.
27. ↑  Tuite 2008, p. 148.
28. ↑  Schmidt 1978, p. 255.
29. ↑  Gamkrelidze 1966, pp. 71-73.
30. 1 2  Gamkrelidze 2008, p. 156.
31. 1 2  Gamkrelidze, Mačavariani 1965, p. 370.
32. ↑  Gamkrelidze 1966, p. 81.
33. 1 2  Fähnrich 2007, p. 234.
34. ↑  Gamkrelidze, Ivanov 1995, p. 775.
35. ↑  Klimov 1998, p. 123.
36. ↑  Testelets 2020, p. 491.
37. ↑  Testelets 2020, p. 502.
38. ↑  Testelets 2020, p. 503.